# グレートフォックス
グレートフォックス（Great Fox）は、任天堂のコンピュータゲーム『スターフォックス』シリーズに登場する架空の宇宙空母。

## 概要
「スターフォックス」チームの活動拠点で、「超弩級強襲巡洋母艦」の肩書きを持つ。SFC版を除きシリーズを通して登場する。
艦橋部分が突出した巨大な船体を持ち、2対の翼とキツネの尾のような垂直尾翼を備えている。
3基の超大型プラズマエンジンを搭載しており、惑星間ワープ航行が可能となっている。アーウィン、ランドマスター、ブルーマリンなどを格納し、宇宙空間、大気圏内、海洋などあらゆる場所を航行する。各機体の整備用ドックも完備されており、会敵した際には各機体への戦闘支援として補給パーツを積んだコンテナの転送、ダメージを受けたアーウィンの応急修理などを行う。
兵装は2基のレーザー砲のみだが、高出力のため隕石群や複数艦艇への射撃にも威力を発揮する。
また、万が一に備えて離艦の際に機首を切り離す脱出装置も付属している。

### 経歴
スターフォックスの創設者で初代リーダーのジェームズ・マクラウドがスペースダイナミクス社に開発を依頼し、設計段階から関わり、80年のローンを組んで完成させた。ジェームズが消息不明になった後も、息子のフォックスが報酬の一部をローン返済に当てていた。
64版から4年後の漫画『さらば愛しのファルコ』では資金不足によって老朽化が進行しており、メカニックのスリッピーによって何とか原形をとどめていた。それから更に4年後の『アドベンチャー』においても同様である。
それから1年後、『アサルト』では『アドベンチャー』のミッションで得た報酬によって完全に改修されたものの、アパロイド本星への進攻時にアパロイドからの反撃によって激しい損耗に見舞われ、尚も本星入り口のバリアに特攻を行った事が原因で轟沈する。なおこの際ペッピーとナウスは上述する脱出装置によって事前に離艦、帰投していた為に生還した。
『コマンド』ではレンタルで二代目のグレートフォックスが登場している。兵装はミサイル発射装置であり、命中すれば如何なる敵部隊をも一撃で殲滅できるミサイルを3基まで搭載可能。また複数存在しているらしく、フォックスが登場しないステージでも登場する（場合によってはスターフォックスのメンバーではないルーシーと登場したり、フォックスを出し抜いたスターウルフとともに登場する）。

## 大乱闘スマッシュブラザーズ
『大乱闘スマッシュブラザーズ』シリーズでは主にステージとして登場する。第1作目の「セクターZ」および『DX』『X』『3DS』のライラット系「惑星コーネリア」では画面の左側に向いた状態のグレートフォックスがステージとなっており、『DX』のライラット系「惑星ベノム」では正面から見た状態のグレートフォックスを足場として戦うことになる。
『X』『Wii U』では「ライラットクルーズ」の背景の中で飛んでいる。
ちなみに『X』のアドベンチャーモード『亜空の使者』では、『星のカービィ』シリーズに登場する戦艦ハルバードと単艦で砲撃戦を繰り広げるシーンが登場する。